# Günther Kunkel
Günther Willi Hermann Kunkel (Mittenwalde, Alemania, 26 de septiembre de 1928-Vélez-Rubio, Almería, España, 6 de agosto de 2007) fue un naturalista, botánico y explorador alemán, investigador y escritor científico, profesor de Botánica y Dendrología, estudioso de la flora de las Islas Canarias y Almería, entre otros lugares. Especialista en zonas áridas, donde probó su sistema de “sembrar piedras” para frenar la erosión o los jardines semisilvestres, la ecología práctica y la agricultura ecológica. Afincado primero en Gran Canaria desde 1964 y posteriormente en Almería.
Realizó diversos viajes por Sudamérica, África tropical y algunas regiones de Oriente Medio
Fue un botánico autodidacta, apasionado por la ecología, publicando 70 libros, y más de 1000 artículos, monografías y ediciones de revistas científicas.

## Biografía
Nació en la localidad de Mittenwalde, próxima a Berlín, Alemania, en 1928. Perteneció al cuerpo de aduanas de su país, llegando al grado de oficial. Movido por sus inquietudes, en 1951 parte para una serie de viajes que pretendía iniciar en América, -mi “Gran Universidad”-. El 14 de mayo de 1952 llega por primera vez a la isla de Gran Canaria (España), donde atraca el barco italiano M/N Sestriere, en una escala de un viaje que desde Génova (Italia) le lleva a Buenos Aires, Argentina. Sería su primer contacto con una tierra en la que una década después realizaría importantes trabajos.
Durante varios años realiza diversos oficios. Parte luego hacia Chile donde comienza sus primeras investigaciones bajo la supervisión del profesor Gerhard Helmut Schwabe (1910-1987) y por encargo de la Estación Experimental de Ecología. Visita la Isla de Robinson Crusoe en el Archipiélago Juan Fernández entre 1954 y 1955, donde descubre varias especies vegetales.
Después viaja a Bolivia, Ecuador y a Perú donde fue contratado como profesor de Botánica Forestal. Allí conoce a la británica Mary Anne Charlewood Turner (n. 1932), ilustradora de libros infantiles y botánicos, con la que se casó en el país andino. Nieta del pintor Arthur Joseph Gaskin, no de Turner como aparece en algunas publicaciones. Desde entonces trabajan juntos, siendo su esposa la ilustradora de todas sus obras. Continuaron sus viajes por el Oriente Próximo, Irán y Golfo Pérsico o África, Sáhara occidental, Ghana, Costa de Marfil y Liberia, país este último en el que permanecieron 2 años y donde nació su único hijo.
Después pasaron a residir en Gran Canaria. Visitaron previamente las Islas Canarias como turistas en abril de 1963, cuando se dirigían a Europa, recorriéndolas durante 3 semanas. En Europa Norte y Central se dedican a visitas y conferencias, pero en junio de 1964 se establecerían en Gran Canaria, fijando su residencia en la localidad de Tafira Alta, y estudiando su flora desde 1964 hasta 1977. Trabaja en el estudio de la flora de las Islas con el apoyo del El Museo Canario, el Jardín Botánico Viera y Clavijo, y el Cabildo de Gran Canaria, etc. Realiza el estudio de más de 100 especies endémicas y descubre algún taxón nuevo.

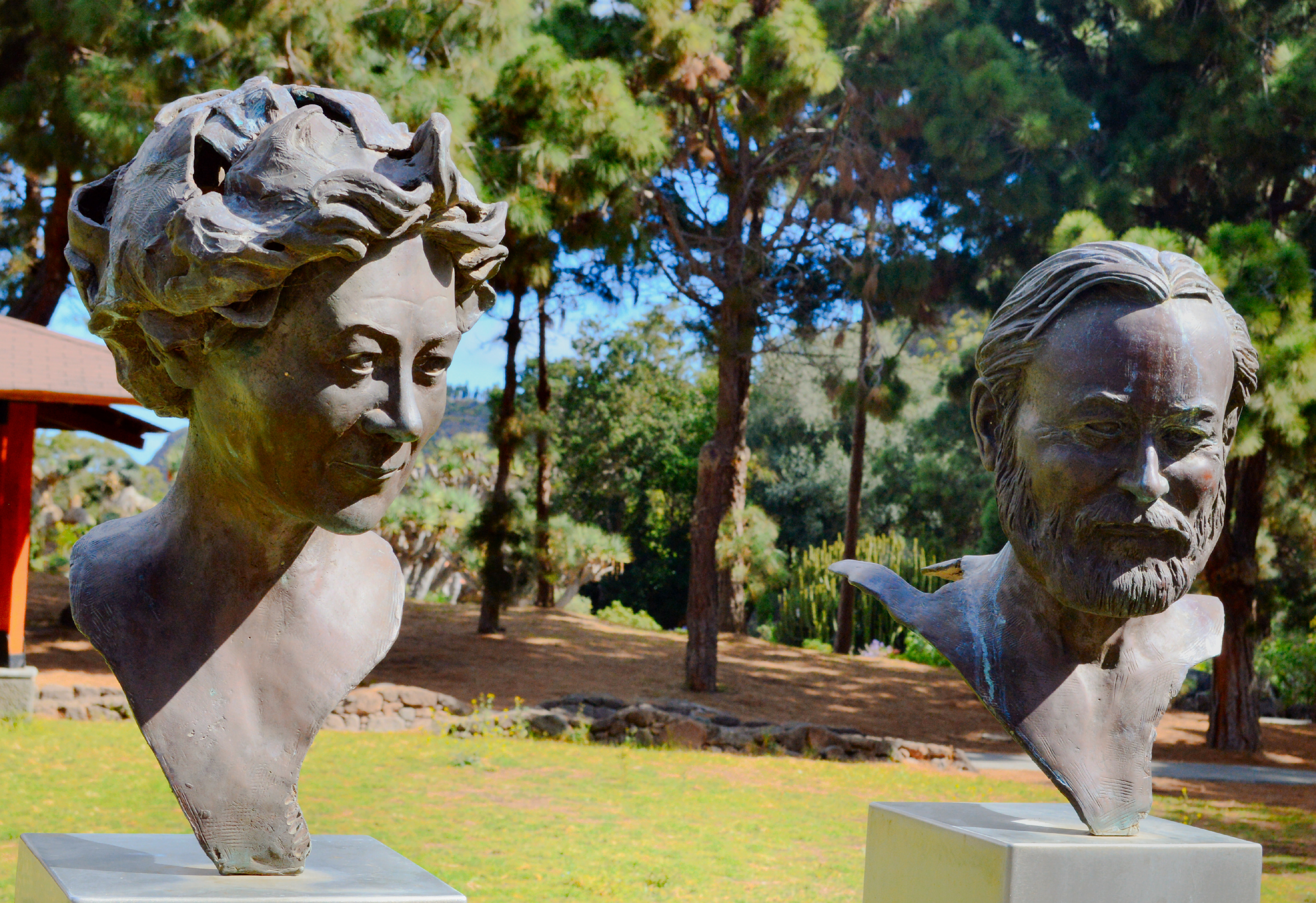
Esculturas de Günther y su esposa Mary Anne Kunke en el Jardín Botánico Viera y Clavijo de Gran Canaria.

En 1973 promueve el 1er Congreso Internacional Pro Flora Macaronésica (en el que participaron más de 70 investigadores de 30 instituciones de 13 países) que aprobó un Programa de Conservación a desarrollar en la Región Macaronésica, finalizado en 1974. Colaboró con la Asociación Canaria de Defensa de la Naturaleza en la elaboración de un Inventario de los recursos naturales de las islas de Gran Canaria, Fuerteventura y Lanzarote, que estuvo financiado por la Unión Internacional para la Conservación de la Naturaleza (UICN), sería el Proyecto 817, el World Wildlife Found (WWF) y los cabildos insulares. Fue un destacado promotor de las declaraciones como Parques Nacionales de Garajonay (La Gomera), 1981, y Timanfaya (Lanzarote), 1974, y de la Ley de Espacios Naturales de 1987, y las declaraciones de Reservas de la UNESCO.
Desde 1967 hasta 1977 editó desde su finca de Santa Lucía de Tirajana los “Cuadernos de Botánica Canaria”, 28 números, junto con suplementos y monografías, así como la revista “Botánica Macaronésica”.

”El incremento extraordinario de población, -dice Günther Kunkel- nuevas urbanizaciones, el parcial abandono de la agricultura tradicional, construcciones en exceso y nuevas vías de comunicaciones, contaminación incontrolada de todo tipo, agotamiento de los recursos hidráulicos, etcétera, han causado (y siguen causando) un desarraigo de la población original y su vida acostumbrada. Ello lleva consigo nuevas formas de recepción y reacción que provocan una coexistencia frágil e inquieta, basada en valores artificiales o de poca persistencia.”

En los años 1970 se opuso al proyecto de urbanización del pinar de Tamadada (que incluía un hotel y un teleférico a Tamadaba). Fue destituido de su cargo en el área forestal del Cabildo de Gran Canaria y se le negó todo presupuesto público para la publicación de sus obras. En 1977 abandonó las Islas. Actualmente Tamadaba es parque natural. Se trasladó primero a Málaga, cerca de Coín, luego Pechina y Viator (Almería), Murcia y finalmente de vuelta a la provincia de Almería, fijando su residencia desde 1992 en Vélez-Rubio, en una vivienda rural de El Llano.
Iniciaría un proyecto, primero en Almería y más tarde en Murcia, en Espinardo, que no llegó a buen fin: “El Jardín Botánico del Desierto”, una escuela-museo-jardín botánico, que fuera incluido por la UNESCO en el programa MAB, “El hombre y la biosfera”. Puesta la primera piedra en julio de 1991, el proyecto no se llevaría a cabo.
Desde 1992 viven en Vélez-Rubio, trabajando en el cuidado de su jardín del desierto, en el campo, aplicando su “método Kunkel” de ahorro de agua y recuperación de parajes semidesérticos, y escribiendo libros y artículos, hasta su fallecimiento el 6 de agosto de 2007.

”La duda en los valores reales y permanentes representan solamente “una cara de esta medalla”; la pérdida de tales valores es la sombra (de aquella medalla) que ya nos alcanza, sombra cuya proyección supera la imagen original.” Günther Kunkel

## Obra
Más de 70 publicaciones, cerca de un millar de artículos en revistas, periódicos y publicaciones divulgativas o especializadas.

### Libros
- “Beobachtungen über Klima und Vegetation in Südchile” (Observaciones sobre clima y vegetación en el sur de Chile). Academia alemana de Ciencias, Berlín, 1955, 50 pp.

- “Meteorologisch-mikroklimatologische Beobachtungen in Valdivia (Südchile)” (Observaciones meteorológicas y microclimatológicas en Valdivia, Sur de Chile). Academia alemana de Ciencias, Berlín, 1959, 413 pp.

- “The trees of Liberia. Field notes of the more important trees of the liberian forests, and field identification key” (Los árboles de Liberia. Notas de campo de los árboles más importantes de los bosques de Liberia, y claves de identificación de campo), dibujos de Mary Anne, BLV Bayerischer Landwirtschafts-Verlag, Munich-Basilea-Viena, Report n.º 3, German Forestry Mission to Liberia, 1965, 270 pp.

- “Árboles exóticos. Los árboles cultivados en Gran Canaria”. Cabildo Insular de Gran Canaria, Las Palmas, 1969, 245 pp.

- “Flórula de la Isla de Lobos (Islas Canarias)”. Monographiae biologicae Canariensis, n.º 1, Excmo. Cabildo Insular de Gran Canaria, Las Palmas, 1970, 60 pp.

- “Flora de Gran Canaria”, publicada incompleta, 4 tomos de los 12 previstos, con dibujos de Mary Anne, Excmo. Cabildo Insular, Las Palmas, 1974-1979, ISBN 84-500-6377-9:
  - “Tomo I. Árboles y Arbustos Arbóreos”, 1974, 123 pp.
  - “Tomo II. Enredaderas, Trepadoras y Rastreras”, 1978, 121 pp.
  - “Tomo III. Las Plantas Suculentas”, 1978, 121 pp.
  - “Tomo IV. Los Subarbustos”, 1979, 121 pp.

- “Biogeography and Ecology in the Canary Islands”. La Haya, 1976, 511 pp.

- “The vegetation of Hormoz, Qeshm and neighbouring Islands (Persian Gulf Area)” (La vegetación de Ormuz, Qeshm y las islas vecinas (Área del Golfo Pérsico)). Flora et Vegetatio Mundi VI; J.Cramer, Vaduz, 1977, ISBN 3-7682-1120-7, 186 pp.

- “Inventario Florístico de la Laurisilva de La Gomera, Islas Canarias”. Naturalia Hispanica 7, ICONA, Madrid, 1977, 137 pp.

- “Las Plantas Vasculares de Fuerteventura (Islas Canarias), con Especial Interés de las Forrajeras”. Naturalia Hispanica 8, ICONA, Madrid, 1977, ISBN 84-500-2231-2, 130 pp.

- “Endemismos Canarios. Inventario de las Plantas Vasculares Endémicas de la Provincia de Las Palmas”. Monografías 15, ICONA, Madrid, 1977, 436 pp.

- '“Flowering Trees in Subtropical Gardens”, dibujos de Mary Anne, Dr.W.Junk, La Haya-Boston-Londres, 1977, ISBN 90-6193-592-X, 346 pp.

- “La Vida Vegetal del parque nacional de Timanfaya (Lanzarote, Islas Canarias)”, dibujos de Mary Anne, Naturalia Hispanica 15, ICONA, Madrid, 1978, ISBN 84-85496-01-9, 94 pp.

- “Los Riscos de Famara (Lanzarote). Breve descripción y guía florística”. Ed. Ministerio de Agricultura, Pesca y Alimentación. Centro de Publicaciones, 120 pp.

- “Economía botánica de África” o “Taxonomic aspects of African economic Botany”, Proc. of the IX Plenary Meeting of AETFAT, editado por G. Kunkel en 1978, y Excmo. Ayuntamiento de Las Palmas, Las Palmas, 1979, ISBN 84-500-3340-3 250 pp.

- “Die Kanarischen Inseln und ihre Pflanzenwell”. Fischer, Stuttgart-Nueva York, 1980, ISBN 3-437-30311-2, 184 pp. (reeditado en 1993)

- Árboles y arbustos de las Islas Canarias: guía de campo. Ed. Edirca. 138 pp. ISBN 84-85438-19-1

- “Malas hierbas de Almería y su importancia socio-económica”, 60 láminas de May Anne, 1983, ISBN 84-85219-46-5

- “Plants for human consumption” (Plantas para el consumo humano). Koeltz Scientific Books (Koenigstein), 1984, ISBN 3-87429-216-9, 393 pp.

- “Diccionario Botánico Canario. Manual Etimológico”, dibujos de Mary Anne, Edirca, Prisma Canario, 1986, 1991, ISBN 84-85438-46-9, 280 pp.

- “Flórula del desierto almeriense”, (mapas y dibujos de Mary Anne Kunkel). Instituto de Estudios Almerienses, Almería, 1987, 1993, 252 pp. Dep. Legal GR-24-1988 ISBN 84-505-7019-0 y ISBN 84-8108-017-9[2]

- "La Geografía en la nomenclatura botánica hispano-lusitana", Ed. Monte de Piedad y Caja de Ahorros de Almería, Almería, mayo de 1988, Dep. Legal AL-168-1988, ISBN 84-7580-571-X

- “Arbustos y arbolillos en jardines almerienses”, con Mary Anne, 1990, ISBN 94-404-6369-3

- “La Flora y Vegetación del Archipiélago Canario”. Tratado Florístico 2ª parte: las Dicotiledóneas, Edirca: Gran Biblioteca Canaria, 1991

- “La Flora y Vegetación del Archipiélago Canario”. Tratado Florístico 1ª parte: Los Helechos, las Gimnospermas y las Monocotiledóneas, Edirca: Gran Biblioteca Canaria, 1992

- “Geography through botany, a dictionary of plant names with a geographical meaning” (Geografía a través de la Botánica, un diccionario de nombres de plantas con un significado geográfico), SPB Academic Pub., Kugler Publications, Nueva York (USA), 1990, Ámsterdam (Países Bajos), ampliada en 1996 con un suplemento, ISBN 90-5103-044-4, 65 pp.

- “Hierbas infestantes de la comarca de Los Vélez (Almería): ilustraciones comentadas”, con Mary Anne, IEA, Almería 1998, 167 pp. ISBN 84-8108-162-0

- “Árboles notables de Vélez-Rubio: una selección”, con Mary Anne, Revista Velezana, Ayuntamiento de Vélez- Rubio, colección Manuales imprescindibles (Anaya Multimedia), 2004, ISBN 84-922237-6-6

- “Jardinería en zonas áridas”, 145 pp. reeditado como “Jardinería con poca agua. Crear jardines semisilvestres”, ilustraciones de Mary Anne, que incluye artículos en prensa y entrevistas a los dos, Ed. La Fertilidad de la Tierra Ediciones, Estella (Navarra), 2007, D.L. NA-1086-2007, ISBN 978-84-932779-3-2, 166 pp.

- “Árboles ornamentales en jardines almerienses”
- “Frutales ornamentales”
- “Árboles ornamentales de Almería”
- “El libro de las malas hierbas”

### Artículos
Editó pequeñas colecciones que distribuía gratuitamente. A modo de breve ejemplo:
- “Ediciones alternativas”, Vélez Rubio

- “Hojas Sueltas”, colección de 50 folletos, “ejemplo de un serial autóctono y económico”

Revistas especializadas
- “La Fertilidad de la Tierra”

Artículos diversos
- “En defensa de lo nuestro”, Diario de Las Palmas, 16 de abril de 1971

- “Los árboles necesitan amigos”

- “El desierto en la puerta”

- “Extinción significa para siempre”

### Inédita
- “Plantas que América dio al mundo”

”(...) no hay "malas hierbas". Son elementos inoportunos, plantas no deseadas en ciertos lugares, vegetales sólo parcialmente entendidos y que, por regla general, aparecen únicamente en sitios de superficies modificadas. (...) Son rurivagos, en busca de oportunidades, oportunistas, como son los gorriones o hasta como cierta gente subvencionada.” G.K.

## Menciones y premios
- Cofundador y miembro de ASCAN (Asociación Canaria de Amigos de la Naturaleza) en 1972, primer grupo ecologista nacido en Canarias.
- “Cruz del Mérito” de la República Federal de Alemania, en 1977
- Secretario General de la Association pour l’Étude Taxonomique de la Flore d’Afrique Tropicale.
- “Encomienda de la Orden del Mérito Agrícola”, entregado en 1980 por el Rey
- “Premio de Medio Ambiente de la Federación ecologista canaria Ben Magec”, 2004, junto con Mary Anne
- Miembro de la Sociedad Linneana de Londres
- Miembro del Instituto de Estudios Canarios de La Laguna
- Socio del Museo Canario de Las Palmas
- Miembro del Instituto de Estudios Canarios de San Cristóbal de La Laguna
- Miembro del Instituto de Estudios Almerienses de Almería
- Socio Correspondiente del Explorers Club de Nueva York
- “Premio César Manrique” de Medio Ambiente en 2005
- “Hijo Adoptivo de Gran Canaria”[3]
- “Medalla de Oro de Jardín Canario”
- “Parque Público en el Cruce de Arinaga”, en Agüimes
- Socio de honor del Club UNESCO de Pechina[4]

### Eponimia
- Kunkeliella, nuevo género de plantas descubierto por él, y llamado así en su honor; ej. Kunkeliella subsucculenta Kämmer[5][6]
- Lotus kunkelii o “hierba muda”, planta descubierta por él en Jinámar, único endemismo exclusivo del municipio de Las Palmas de Gran Canaria
- Micromeria helianthemifolia var. mary-annae, planta descubierta por él y dedicada a su esposa Mary Anne
- Centaurea kunkelii N.García endemismo de la Sierra de Gádor, Almería, España.[7]
- Bromus kunkelii (H.Scholz) H.Scholz[8]
- La abreviatura «G.Kunkel» se emplea para indicar a Günther Kunkel como autoridad en la descripción y clasificación científica de los vegetales.[9]

### Vídeos
- Los Kunkel. Memoria digital de Canarias (mdC) de la Universidad de Las Palmas de Gran Canaria. Documental de 1990 sobre la vida y la obra de Los Kunkel. Requiere RealPlayer para su visualización.

- Datos: Q3124605
- Multimedia: Günther W.H. Kunkel / Q3124605
- Especies: Günther W.H. Kunkel